# 青春のお通り
『青春のお通り』（せいしゅんのおとおり）は、京都伸夫の小説と、これを映画化した1965年の日活映画。吉永小百合主演。1965年7月14日封切りの夏休み映画。カラー、シネマスコープ、75分。　
大阪を舞台としたロマンティックコメディで、吉永が演じる主人公は関西弁を話す設定である。
続編として斎藤武市監督の『青春のお通り 愛して泣いて突っ走れ!』が1966年に公開された。

## あらすじ
桜子は「チャッカリ」とあだ名される、短大卒の女性だが、勤めていた会社を辞めてテレビ作家・浪花秀介の家政婦となる。桜子は、働き始めてすぐに秀介や妻・ユカリに気に入られ、お小遣いや洋服を手に入れる。一方、すでに結婚した姉・梅香は夫のではない子供を妊娠していて睡眠薬とガスで自殺をはかるが桜子が発見して食い止める。桜子の友人・圭太はテレビのチンパンジーのアテレコの仕事をしている。

## キャスト
- 南原桜子（チャッカリ）：吉永小百合
- 青柳久子（ケロリン）：浜川智子
- 駒井中子（キドリン）：松原智恵子
- 青柳圭太：浜田光夫
- 早川虎二：杉山俊夫
- 浪花秀介：藤村有弘
- 浪花ユカリ：芳村真理
- 斉藤カメ：原泉
- ガンさん：山田吾一
- コマ婆さん：武智豊子
- 西尾三郎：亀山靖博
- 瀬木梅香：長内美那子
- 南原安太郎：下条正巳
- 南原菊野：高野由美
- 魚崎良平：杉江弘
- 八百屋：桂小かん

## スタッフ
- 企画: 坂上静翁
- 監督: 森永健次郎
- 脚本: 三木克巳
- 原作: 京都伸夫（週刊朝日連載）
- 撮影: 藤岡粂信
- 音楽: 山本直純
- 美術: 西亥一郎
- 大阪弁指導: 久井和子
- 主題歌
  - 「若い風」作詩・北原たけし、作曲・山本直純
- 挿入歌
  - 「赤いリンゴ」作詞・吉田正、作曲・佐伯孝夫

## 映像ソフト
- 2013年4月1日に講談社から発売されたDVDマガジン「吉永小百合 -私のベスト20-」の一環として発売、DVDマガジンとはいえ初の映像ソフト化となった。

## 同時上映
- 『青春とはなんだ』

日本テレビ系列でテレビ化される前に公開。